# Tirtha

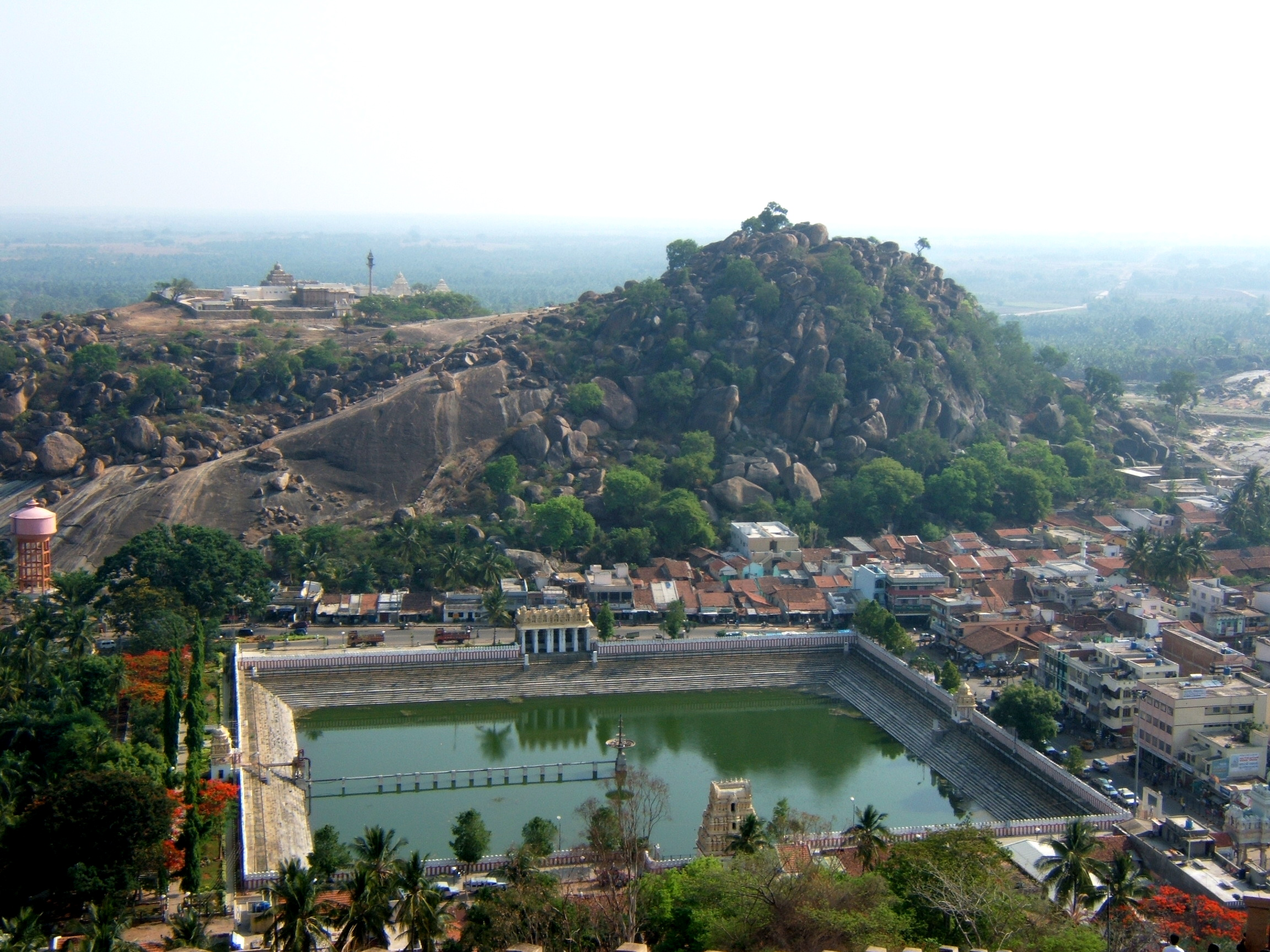
Shravanabelagola

Tirtha ("bród") – w hinduizmie miejsce do odbywania rytualnych kąpieli. Może znajdować się na brzegu rzeki lub jest to specjalnie zbudowany zbiornik na terenie świątyni.
Terminem "tirtha" oznacza się również siedem świętych miejsc w Indiach. Są to: Ayodhya, Mathura, Gaya, Kaśi, Kanchipuram, Avantika (Ujjain) i Dwarawati.
W szerszym znaczeniu "tirtha" to po prostu miejsce kultu lub pielgrzymek.